# Młynne (Limanowa)
Pour l’article homonyme, voir Młynne (Nowy Targ).
Młynne est une localité polonaise de la gmina et du powiat de Limanowa en voïvodie de Petite-Pologne.